# Pectobacteriaceae
Pectobacteriaceae es una familia de bacterias gramnegativas del orden Enterobacterales. La descripción fue realizada por Adeolu et al. en 2016, en un trabajo que reorganizó la taxonomía de la familia Enterobacteriaceae. El género tipo es Pectobacterium.

## Microbiología
Las especies de esta familia son bacterias catalasa-positivas, oxidasa-negativas y que no producen ácido sulfhídrico. Son negativas para las pruebas de la ornitina descarboxilasa, lisina descarboxilasa y arginina dihidrolasa, también producen ácido a partir de N-acetilglucosamina.

## Taxonomía
Existen cinco géneros clasificados en esta familia:
- Brenneria Hauben et al. 1999
- Dickeya Samson et al. 2005
- Lonsdalea Brady et al. 2012
- Pectobacterium Waldee 1945
- Sodalis Dale y Maudlin 1999